# Liga Profesional de Béisbol de Panamá 2021-22
La Liga Profesional de Béisbol de Panamá 2021-22 se disputa desde el 16 de diciembre de 2021 hasta el 18 de enero de 2022.

## Serie regular
Disputado del 16 de diciembre de 2021 al 11 de enero de 2022.
| Equipo                    | JJ | G  | P  | PCT   | JV   |
| ------------------------- | -- | -- | -- | ----- | ---- |
| Astronautas de Los Santos | 21 | 16 | 5  | 0,762 | --   |
| Federales de Chiriquí     | 21 | 12 | 9  | 0,571 | 4    |
| Águilas Metropolitanas    | 22 | 4  | 18 | 0,182 | 12,5 |

|  |                              |
|  | Clasificado a la Serie Final |
|  | Eliminado en Serie Regular   |

## Play-offs
Se jugará del 12 de enero de 2022 al 17 de enero de 2022.
|  | Final |                           |   |  |
|  |       |                           |   |  |
|  | 2     | Federales de Chiriquí     | 0 |  |
|  | 2     | Federales de Chiriquí     | 0 |  |
|  | 1     | Astronautas de Los Santos | 3 |  |
|  | 1     | Astronautas de Los Santos | 3 |  |